# Prêts des Rothschild au Saint-Siège

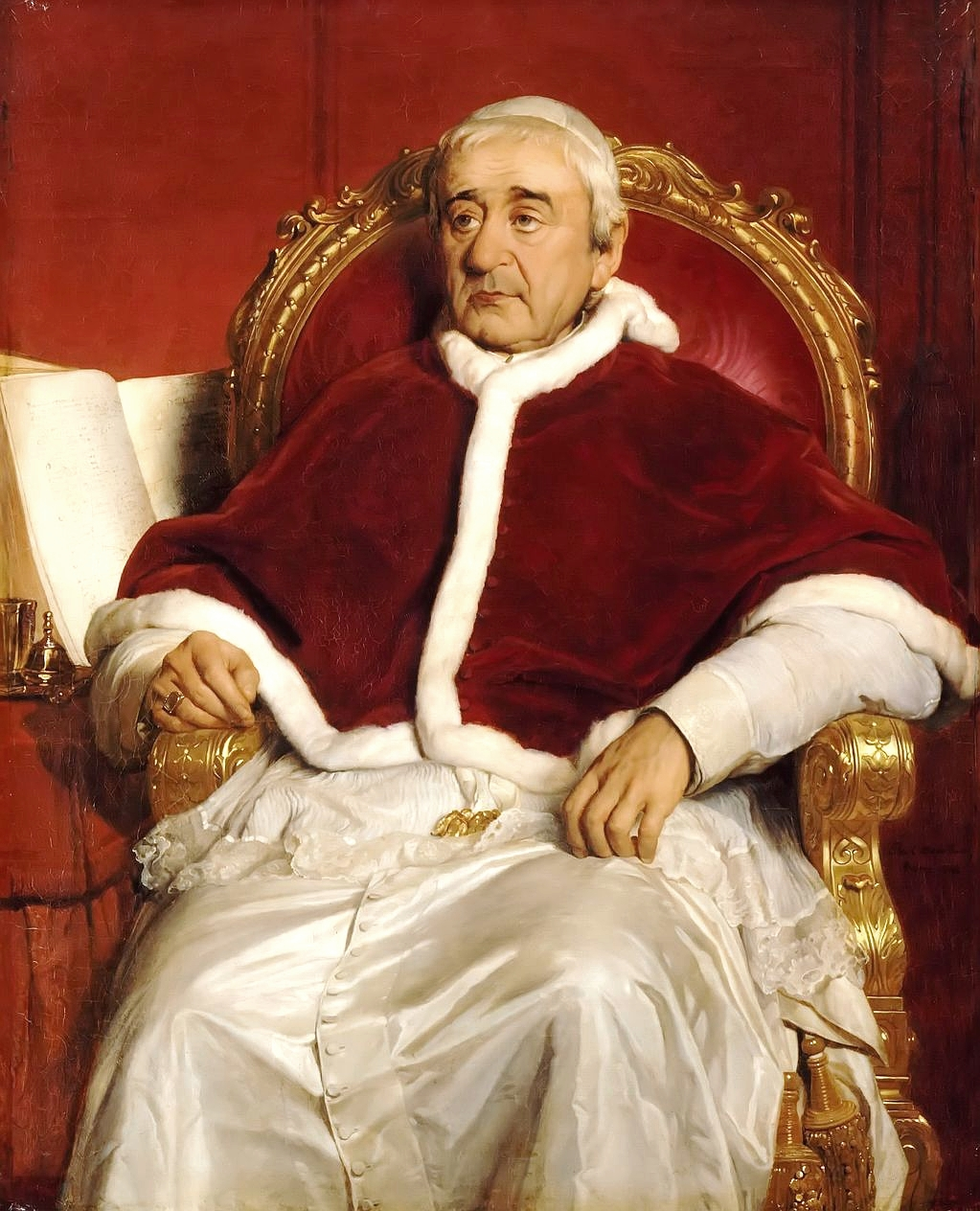
Le pape Grégoire XVI a supervisé l'accord de prêt entre la famille Rothschild et le Saint-Siège en 1832.

Les prêts des Rothschild au Saint-Siège fait référence à une série de prêts financiers importants arrangés entre la famille Rothschild et le Saint-Siège de l'Église catholique. Le premier emprunt qui a eu lieu en 1832 a eu lieu dans la séquence de temps après les guerres napoléoniennes pendant le pontificat du pape Grégoire XVI (impliquant James de Rothschild et Carl Mayer von Rothschild). Ce prêt accordé était d'un montant de 400 000 £ (équivalent à 37,4 millions de livres sterling en 2019). Un deuxième emprunt a eu lieu pendant le pontificat du Pape Pie IX ("Pio Nono") au début des années 1850 avec les mêmes membres de la famille Rothschild après l'effondrement de Giuseppe Mazzini, révolutionnaire ayant fondé la République romaine, et la restauration des États pontificaux.